# Channagiri
Channagiri é uma panchayat (vila) no distrito de Davanagere, no estado indiano de Karnataka.

## Geografia
Channagiri está localizada a 14° 02′ N, 75° 56′ L. Tem uma altitude média de 662 metros (2171 pés).

## Demografia
Segundo o censo de 2001, Channagiri tinha uma população de 18 517 habitantes. Os indivíduos do sexo masculino constituem 52% da população e os do sexo feminino 48%. Channagiri tem uma taxa de literacia de 71%, superior à média nacional de 59,5%; a literacia no sexo masculino é de 74% e no sexo feminino é de 67%. 13% da população está abaixo dos 6 anos de idade.